# Anaciclosi

Schema rappresentante la rotazione delle forme di governo secondo la teoria dell'anaciclosi

L'anaciclosi (in greco antico: ἀνακύκλωσις, anakýklōsis, "ciclo") è una teoria storiografica circa l'evoluzione ciclica dei regimi politici che, deteriorandosi man a mano, si susseguirebbero secondo un andamento circolare nel tempo e, quando giunti all'ultimo stadio, ritornerebbero alla forma iniziale di partenza riprendendone lo sviluppo.

## Le forme di governo
Per primo Erodoto, nel suo λόγος τριπολιτικός del Libro III delle Storie, identifica nella monarchia, nell'aristocrazia e nella democrazia le tre possibili forme del governo dello Stato e della loro degenerazione:
Megabizo invece esortava a volgersi all’oligarchia dicendo così: "Quel che ha detto Otane per por fine alla tirannide si intenda detto anche da me; ma quanto al fatto che vi invitava a conferire il potere al popolo, egli non ha colto il parere migliore: niente infatti c’è di più privo di intelligenza, né di più insolente del volgo buono a nulla. [...] Quello [il monarca] infatti se fa qualcosa la fa a ragion veduta, questa [la plebaglia] invece non ha neppure capacità di discernimento: e come potrebbe aver discernimento chi né ha imparato da altri né conosce da sé niente di buono, e si getta alla cieca senza senno nelle cose, simile a torrente impetuoso? Della democrazia facciano dunque uso quelli che vogliono male ai Persiani...".
Megabizo esponeva dunque questo parere. E per terzo Dario rivelava il suo parere dicendo: "A me quel che ha detto Megabizo riguardo al governo democratico mi pare l’abbia detto giustamente; non giustamente invece quel che riguarda l’oligarchia. Ché, offrendocisi tre forme di governo ed essendo tutte a parole ottime, ottima la democrazia e l’oligarchia e la monarchia, io affermo che quest’ultima è di molto migliore. Di un uomo solo che sia ottimo niente potrebbe apparire migliore, e valendosi di tale sua saggezza egli potrebbe guidare in modo perfetto il popolo... Nell’oligarchia invece ai molti che impiegano le loro qualità nell’amministrazione dello stato sogliono capitare gravi inimicizie private, perché, volendo ciascuno essere il primo e prevalere con i suoi pareri, vengono a grandi inimicizie fra loro, e da queste nascono discordie, e dalle discordie stragi, e dalle stragi si passa alla monarchia, e con ciò si dimostra di quanto questo regime è il migliore. [...] E per dir tutto in una sola parola, donde ci è venuta la libertà e chi ce l’ha data? forse dal popolo o dall’oligarchia o non piuttosto da un monarca? Il mio parere è dunque che noi, avendo ottenuta la libertà per opera di un sol uomo, dobbiamo mantenere in vigore la stessa forma di governo, e inoltre non dobbiamo abolire le istituzioni dei nostri padri, che sono buone, perché non sarebbe certo la cosa migliore".»
(Erodoto, Storie, III, 80-82)

## La degenerazione e l'evoluzione
L'anaciclosi afferma che tre forme fondamentali di governo "benigno" (monarchia, aristocrazia e democrazia) sono intrinsecamente deboli e instabili, di solito tendono a degenerare rapidamente nelle tre forme fondamentali di governo "maligno" (tirannide, oligarchia e oclocrazia).
Secondo la teoria i governi "benigni" hanno a cuore gli interessi di tutti, mentre i governi "maligni" hanno a cuore gli interessi di pochi eletti. Tuttavia, tutti e sei i regimi sono considerati transitori perché, a causa della corruzione politica, i primi tre si trasformano rapidamente e sempre in quelli negativi.
Secondo Platone ed Aristotele infatti ogni forma di governo è destinata a corrompersi e a dar luogo necessariamente, dopo la caduta nella forma degenerata, alla successiva più evoluta; così dal regime monarchico si passa a quello aristocratico e da questo a quello democratico. 
L'unico Stato che non ha obbedito a questa successione è Sparta, rimasta sempre fedele alla forma di governo istituita da Licurgo, sintesi di elementi monarchici (la diarchia), aristocratici (la gherusia), democratici (l'apella).

Così si esprime Domenico Fisichella al riguardo:
"Il riferimento canonico dal quale prendere le mosse è quel brano del libro terzo della Politica ove vengono indicate le sei forme tipologiche di governo, tre rette e tre degenerate: sono rette quelle forme nelle quali l’uno, i pochi o i molti esercitano il potere in vista dell’interesse comune, mentre quando l’uno o i pochi o i molti esercitano il potere nel loro privato interesse, allora si hanno le deviazioni. In particolare, precisa Aristotele, abbiamo l’abitudine di chiamare regno quel governo dell’uno che si propone il bene pubblico, e aristocrazia il governo di pochi quando si propone il bene comune. Inoltre, quando i molti reggono il governo in vista del bene pubblico, a questa forma politica si dà il nome di politìa. Le degenerazioni delle precedenti forme di governo sono la tirannide rispetto al regno, l’oligarchia rispetto all’aristocrazia, la democrazia rispetto alla politìa. Infatti la tirannide è il governo dell’uno esercitato a favore dell’uno, «l’oligarchia mira all’interesse dei ricchi, la democrazia a quello dei poveri; ma nessuna di queste forme mira all’utilità comune»".

## La teoria di Polibio
Il greco Polibio dall'analisi della storia della Repubblica romana esposta nei 40 libri delle sue Storie, arrivò a formulare la teoria dell'anaciclosi. 
Secondo lo storico le tre costituzioni fondamentali si possono sdoppiare in una benigna e in una maligna che si succedono involutivamente dalla migliore alla peggiore, come avviene nel ciclo biologico e in ottemperanza al principio di decadimento, per il quale ogni cosa prodotta dall'uomo è destinata a degenerare.
Secondo Polibio l'ordine dell'evoluzione dei sei tipi di governo è il seguente: 
1. Monarchia: Lo Stato inizia con una forma di monarchia primitiva che progressivamente progredisce sotto la guida di un re autorevole e saggio, che agisce nell'interesse e a difesa dei suoi sudditi, dando vita alla virtù politica della "regalità".
2. Tirannia (anche detta Tirannide): Quando il potere politico passa per successione ereditaria ai figli del re, questi, abusando dell'autorità per loro tornaconto, fanno sì che la monarchia degeneri in tirannide.
3. Aristocrazia: Alcuni degli uomini più influenti e potenti dello Stato (i cosiddetti ἄριστοι, trasl. àristoi) si stancheranno alla fine degli abusi dei tiranni e li rovesceranno instaurando il regime della aristocrazia.
4. Oligarchia: Proprio come è avvenuto per i successori dei re, quando il potere passerà ai discendenti degli aristocratici, questi inizieranno ad abusare della loro influenza, come i tiranni prima di loro, causando il declino dell'aristocrazia e l'inizio della "oligarchia". Ci sarà non più la "legge di uno" ma l'inizio della "legge da parte di pochi" che approfitteranno a loro vantaggio del potere.
5. Democrazia: Gli oligarchi saranno quindi abbattuti dal popolo che instaurerà la democrazia, destinata anch'essa a degenerare quando curerà con "leggi alla rinfusa" solo gli interessi delle masse, trasformandosi in oclocrazia.
6. Oclocrazia: Durante l'oclocrazia il popolo, danneggiato dal disordine politico e dalla corruzione, svilupperà il sentimento della giustizia e sarà spinto a credere nel populismo dei demagoghi che porteranno lo Stato al caos da cui si uscirà quando emergerà un unico, e a volte virtuoso, demagogo che instaurerà il potere assoluto dittatoriale riportando lo Stato alla monarchia.

### Il "perfetto" regime romano
Secondo Polibio, Roma, come Sparta, non sarebbe degenerata nel suo buon governo perché la sua costituzione si fondava sull'equilibrio delle tre forme politiche "benigne": il consolato, che rappresentava il potere monarchico, il Senato quello aristocratico ed infine i tribuni e l'istituzione dei concili della plebe quello democratico.
I consoli, come il monarca, comandano l'esercito e governano le spese di Roma (un'eccezione di rilievo all'autorità consolare è rappresentata dai tribuni della plebe). Il Senato è responsabile per la nomina e l'elezione dei consoli e dei censori ed è la forza trainante degli affari che si svolgono in città e in materia di politica estera. Naturalmente, tutto ciò non può avvenire senza la censura del popolo e nessuno si può insediare in qualunque carica senza il voto del popolo.
La teoria di Polibio sarà successivamente ripresa da Marco Tullio Cicerone nel suo De re publica.
Polibio in realtà analizzava le strutture esteriori delle magistrature trascurando e sottacendo la vera natura del potere romano dove le cariche pubbliche erano riservate agli aristocratici e ai plebei arricchiti, che tra il II e il I secolo a.C. finirono col costituire una vera e propria oligarchia che non fu sostituita da una democrazia, secondo quanto prevedeva la teoria dell'anaciclosi, ma da una particolare forma di monarchia-tirannia: l'Impero o Principato.

## L'anaciclosi in Machiavelli

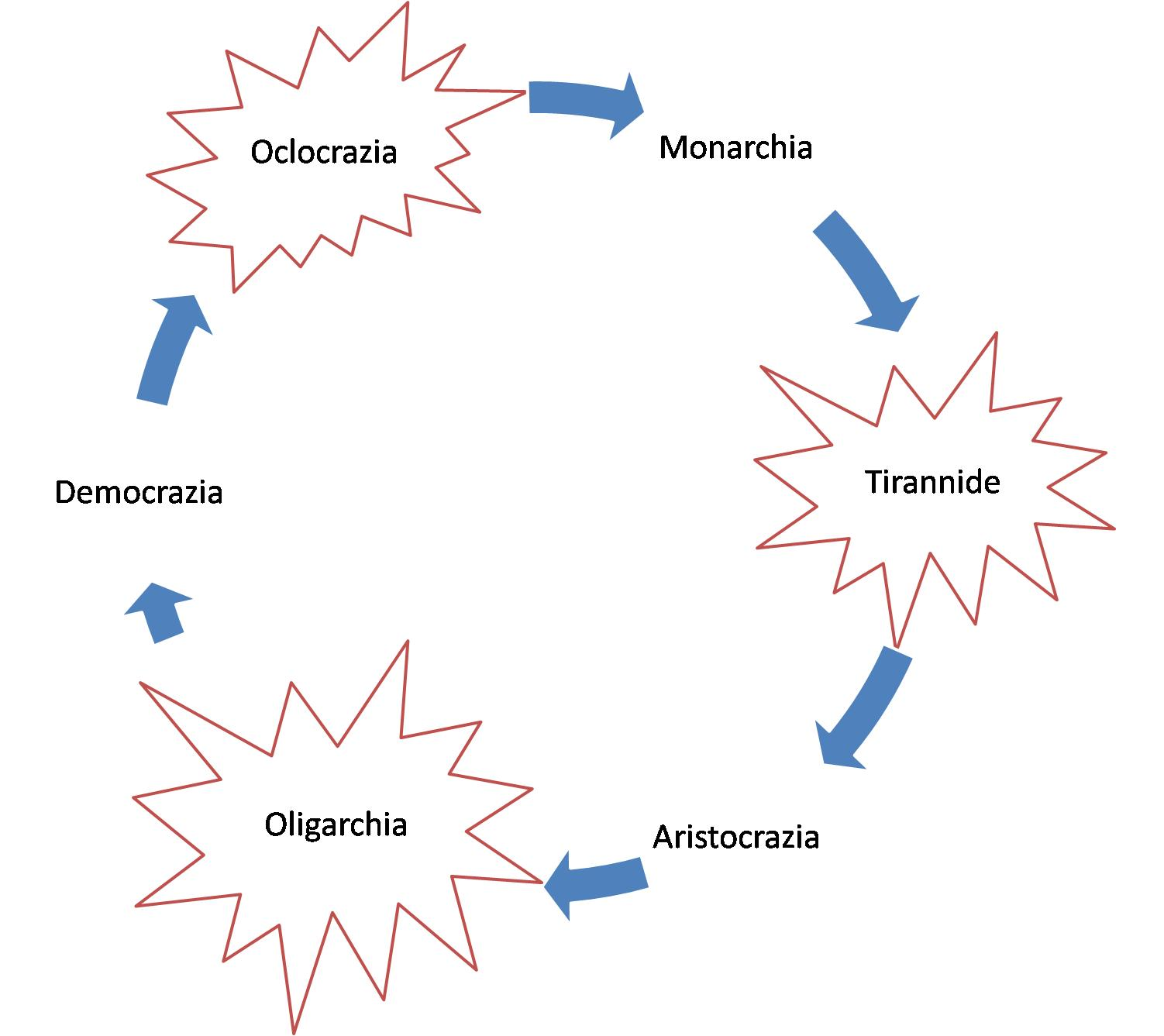
Ciclo degenerativo di cui, secondo Machiavelli, sono parte tutte le forme di governo (tranne la Repubblica romana, seguendo il modello di Polibio)

La teoria dell'anaciclosi «enorme fortuna [...] conobbe nel mondo antico e in età umanistico-rinascimentale» con Machiavelli che conferma la visione circolare polibiana dei regimi politici ma vi introduce un elemento nuovo. Le variazioni infatti delle forme di governo avvengono «a caso tra gli uomini»
Mentre allora il ciclo storico polibiano si svolgeva con la stessa necessità naturale di una legge biologica nella concezione di Machiavelli il caso permette di concepire una storia non rigidamente predeterminata.

Infatti, nonostante la forza e l'astuzia del Principe nel mantenere saldo il suo Stato, Niccolò Machiavelli ritiene che, per la teoria dell'anaciclosi, questo sia destinato a corrompersi: 
«sogliono le province, il più delle volte, nel variare che le fanno, dall'ordine venire al disordine e di nuovo poi dal disordine all'ordine trapassare [...] e così sempre da il bene si scende al male, e da il male si sale al bene. Perché la virtù partorisce quiete, la quiete ozio, l'ozio disordine, il disordine rovina; e similmente dalla rovina nasce l'ordine, dall'ordine virtù, da questa gloria e buona fortuna.» 
Ma il cerchio della storia può interrompersi: 
«questo è il cerchio nel quale girando tutte le republiche si sono governate e si governano: ma rade volte ritornano né governi medesimi; perché quasi nessuna republica può essere di tanta vita, che possa passare molte volte per queste mutazioni, e rimanere in piede. Ma bene interviene che, nel travagliare, una republica, mancandole sempre consiglio e forze, diventa suddita d'uno stato propinquo, che sia meglio ordinato di lei: ma, posto che questo non fusse, sarebbe atta una republica a rigirarsi infinito tempo in questi governi.»